# Royaume de Maynila
1500–1571
Entités suivantes :
- Indes orientales espagnoles

Le royaume de Maynila, ou de Kota Seludong, est l'un des trois ville-états qui dominaient la région de l'embouchure du fleuve Pasig avant l'arrivée des colonisateurs espagnols au XVIe siècle. C'est le site actuel de la ville de Manille, la capitale de la république des Philippines
.